# マイケル・フィモナリ
マイケル・フィモナリ（Michael Fimognari、1974年6月26日-)は、アメリカ合衆国の撮影監督、映画監督である。ホラー映画を中心に活動していたが、近年では、他のジャンルの映画でも撮影監督を務めるようになった。

## 人生
1974年6月26日、マイケル・フィモナリはペンシルベニア州のピッツバーグに生まれ、USC映像技術学校を卒業した。
それ以降、フィモナリは撮影監督として活動していたが、2020年に配信される予定の映画『好きだった君へ: P.S.まだ大好きです』で映画監督デビューを果たした。

## 参加作品
- Knots (2004)
- Fighting Tommy Riley (2004)
- 屍体 Unrest (2006)
- 封印殺人映画 Going to Pieces: The Rise and Fall of the Slasher Film (2006)
- Black Irish (2007)
- Everybody Wants to Be Italian (2007)
- Yonkers Joe (2008)
- デッド・レーン Shuttle (2008)
- Dare (2009)
- Beautiful Boy (2010)
- 血と銃 BROTHERHOOD Brotherhood (2010)
- 台北の朝、僕は恋をする Au Revoir Taipei (2010)
- 96ミニッツ 96 Minutes (2011)
- ラスト・キリング 狼たちの銃弾 Tomorrow You're Gone (2012)
- ウォーキング・デッド: 恐怖の倉庫 The Walking Dead: Cold Storage (2012)
- オキュラス/怨霊鏡 Oculus (2013)
- Crawlspace (2013)
- The Walking Dead: The Oath (2013)
- ジェサベル Jessabelle (2014)
- 愛と裏切りの銃弾 10 Cent Pistol (2014)
- ラザロ・エフェクト The Lazarus Effect (2015)
- ダークハウス Demonic (2015)
- ヴィジョン/暗闇の来訪者 Visions (2016)
- ソムニア -悪夢の少年- Before I Wake (2016)
- ブラック・ファイル 野心の代償 Misconduct (2016)
- ウィジャ ビギニング 〜呪い襲い殺す〜 Ouija: Origin of Evil (2016)
- The Cleanse (2016)
- ホーンテッド・サイト Abattoir (2016)
- ビフォア・アイ・フォール Before I Fall (2017)
- ジェラルドのゲーム Gerald's Game (2017)
- Fast Color (2018)
- 好きだった君へのラブレター To All the Boys I've Loved Before (2018)
- ザ・ホーンティング・オブ・ヒルハウス The Haunting of Hill House (2018)
- ドクター・スリープ Doctor Sleep (2019)
- 好きだった君へ: P.S.まだ大好きです To All the Boys: P.S. I Still Love You (2020) 兼監督
- 好きだった君へ: これからもずっと大好き To All the Boys: Always and Forever (2021) 兼監督・製作総指揮